# Myloplus rubripinnis
Myloplus rubripinnis är en fiskart som först beskrevs av Müller och Troschel, 1844.  Myloplus rubripinnis ingår i släktet Myloplus och familjen Characidae. Inga underarter finns listade i Catalogue of Life.